# 자비샤 비드고슈치
자비샤 비드고슈치(폴란드어: Zawisza Bydgoszcz)는 비드고슈치를 연고로 하는 폴란드의 축구 클럽이다. 현재는 엑스트라클라사에 참가하고 있다. 클럽 이름은 15세기 폴란드의 전설적인 기사인 자비샤 차르니(Zawisza Czarny)에서 유래된 이름이다. 축구 뿐만 아니라 육상 경기, 복싱, 조정, 카누, 역도, 체조, 사격 등 여러 스포츠 종목의 선수단도 운영한다.

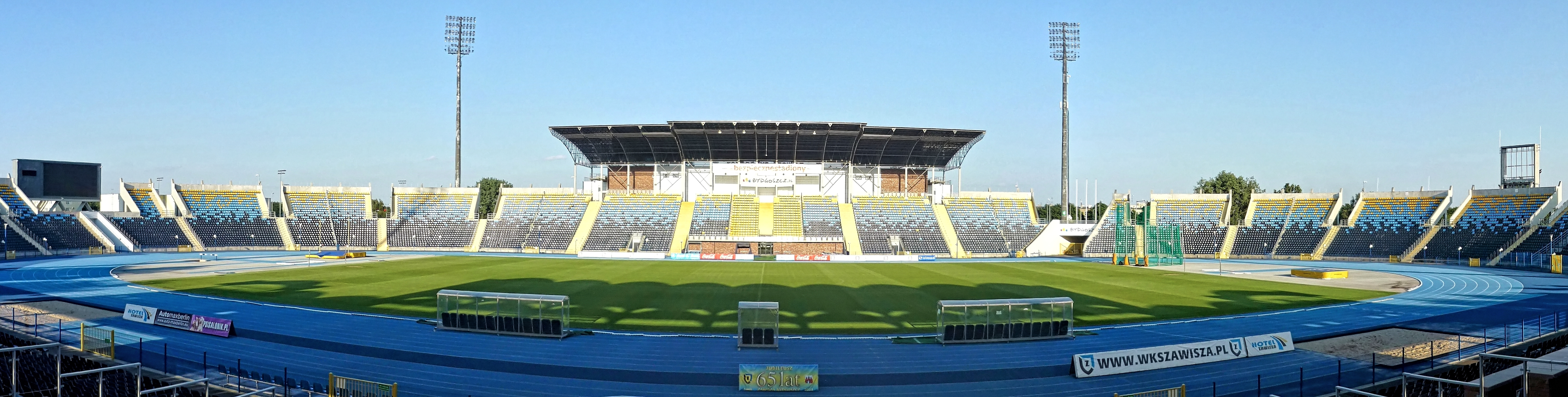
지스와프 크시슈코비아크 경기장

## 선수 명단

### 현역
참고: FIFA 자격 규정에 따라 소속된 국가대표팀 국기를 표시합니다. 선수는 복수의 FIFA 비회원국 국적을 가지고 있을 수 있습니다.
| 번호 | 포지션 | 국적 | 이름 |
| ---- | ------ | ---- | ---- |

| 번호 | 포지션 | 국적 | 이름 |
| ---- | ------ | ---- | ---- |